# Kuvasiskot
Kuvasiskot je finské fotografické studio, které založily fotografky Margit Ekmanová a Eila Marjala. Fotografovaly mnoho osobností veřejného života, například politiků a umělců, ale také rodinné portréty a promoční fotografie obyčejných lidí. Studio bylo průkopníkem v barevné portrétní fotografii a také mezinárodně známé.

## Historie
Historie studia začala v Lahti v roce 1946 a pokračovala v Helsinkách. Po smrti Marjaly v roce 1983 pokračovala Ekmanová v provozu studia až do roku 1994.
Obrazová sbírka ateliéru je v majetku finské muzejní agentury a je součástí jejího záchranného projektu. Ve sbírce je 250 000 fotografií, negativů, diapozitivů a tisků. Fotografie ateliéru jsou k dispozici na online službě finské muzejní agentury Kuvakoelkamat.fi a na webových stránkách Finna.

## Galerie

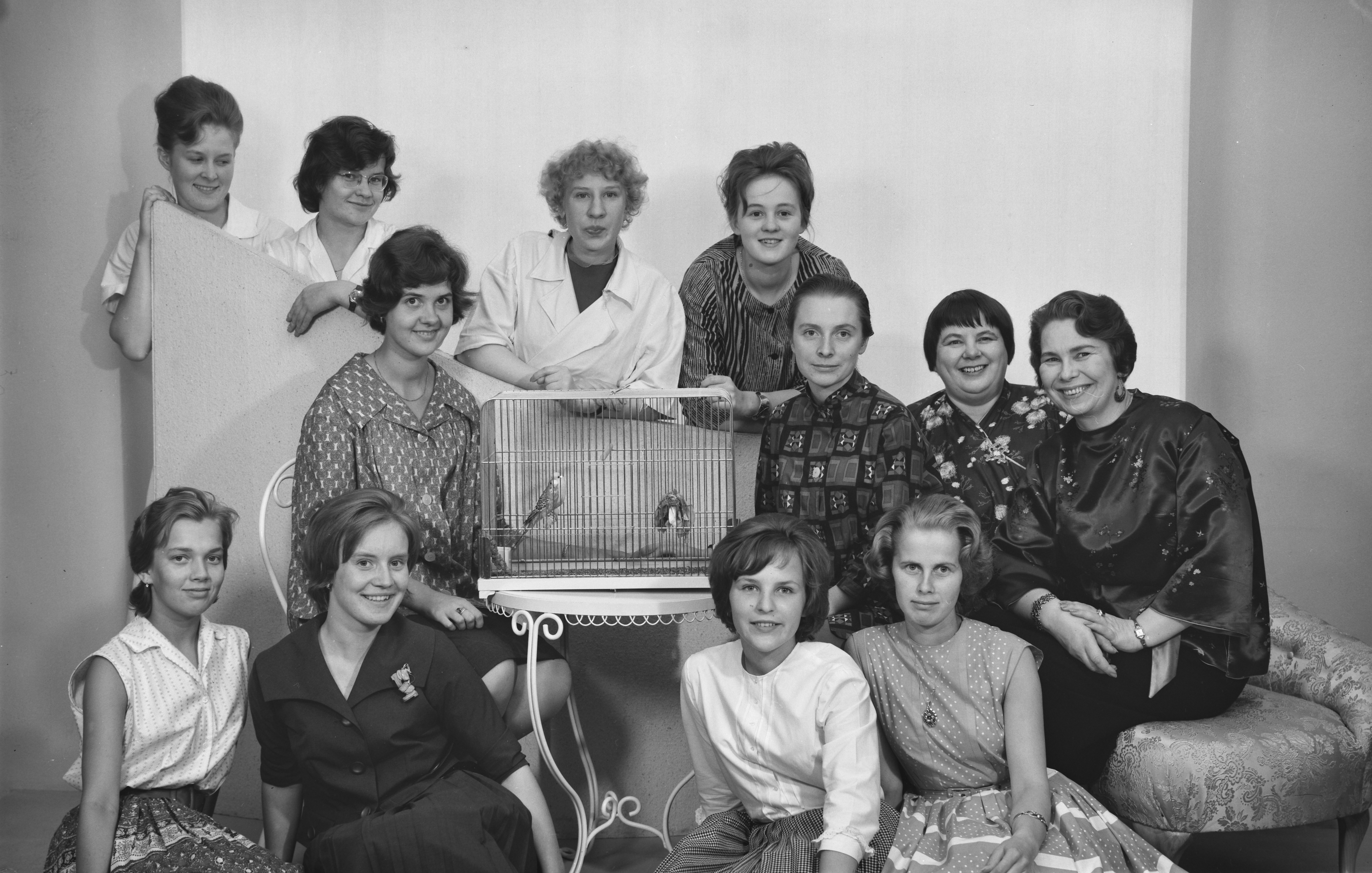
Štáb studia Kuvasiskot na přelomu 50. a 60. let. Napravo sedí Margit Ekman a Eila Marjala.
Carola Standertskjöld Liemola, finská zpěvačka, 1965
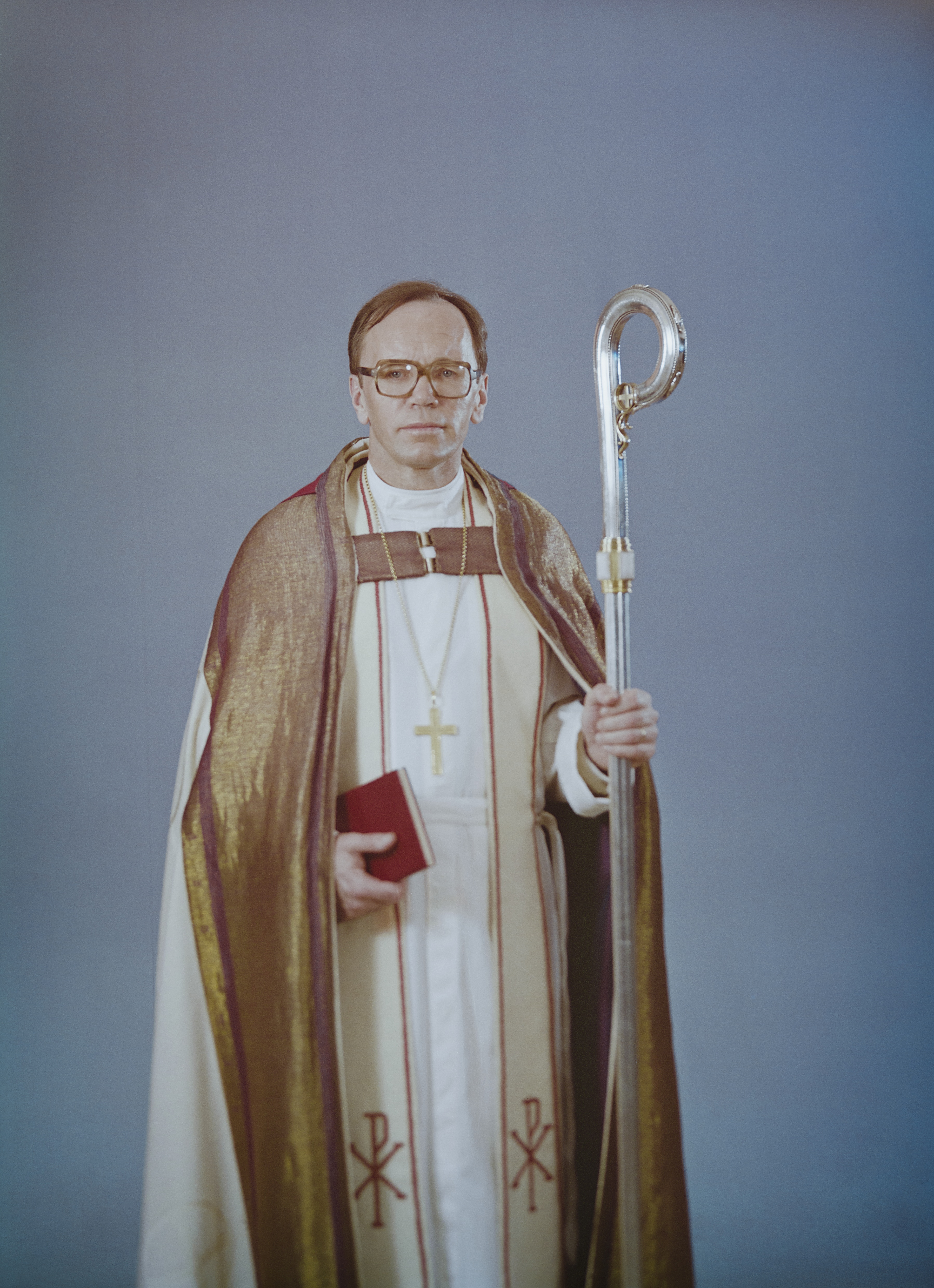
John Vikstrom, 1982
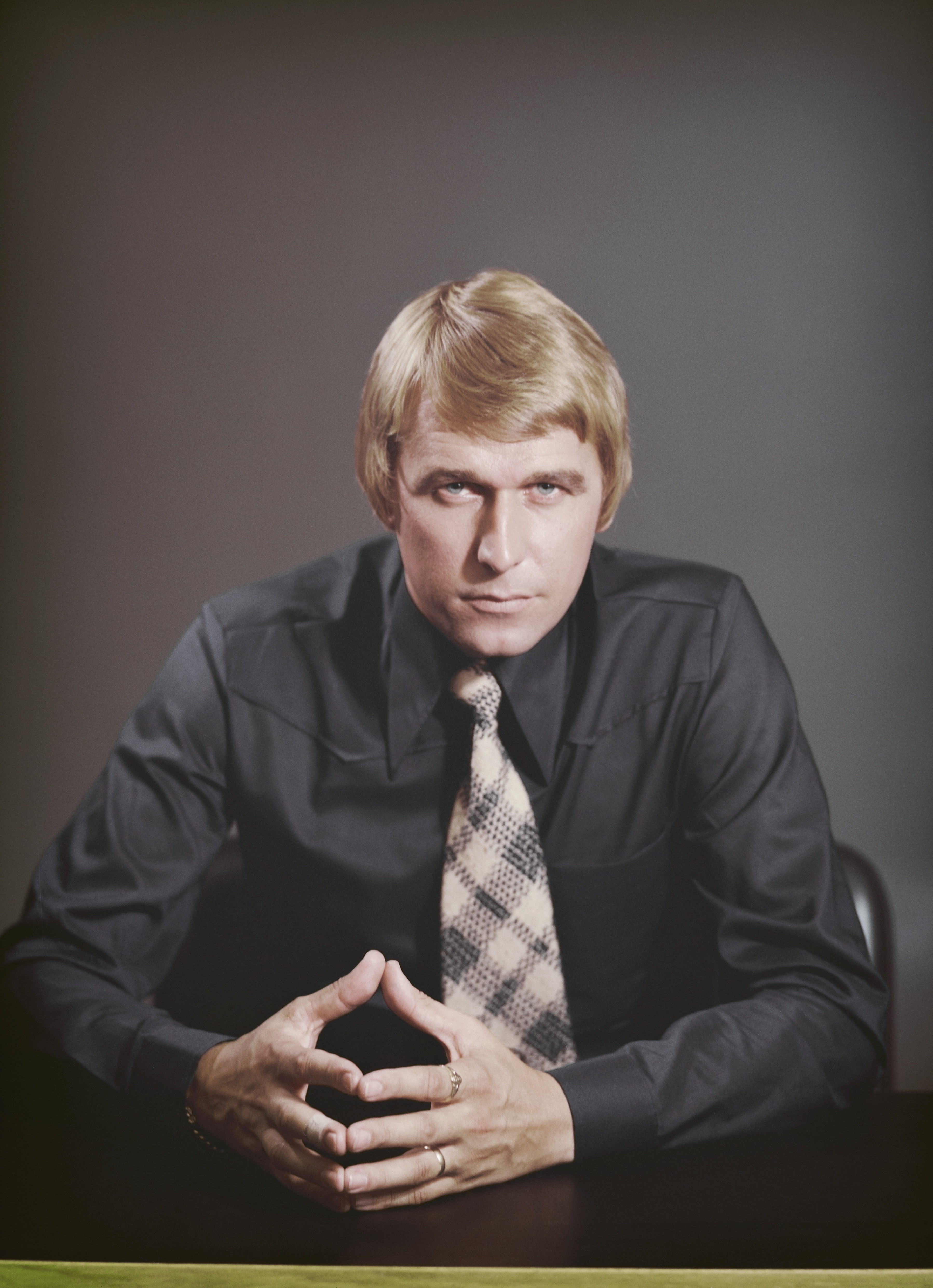
Kari Sohlberg
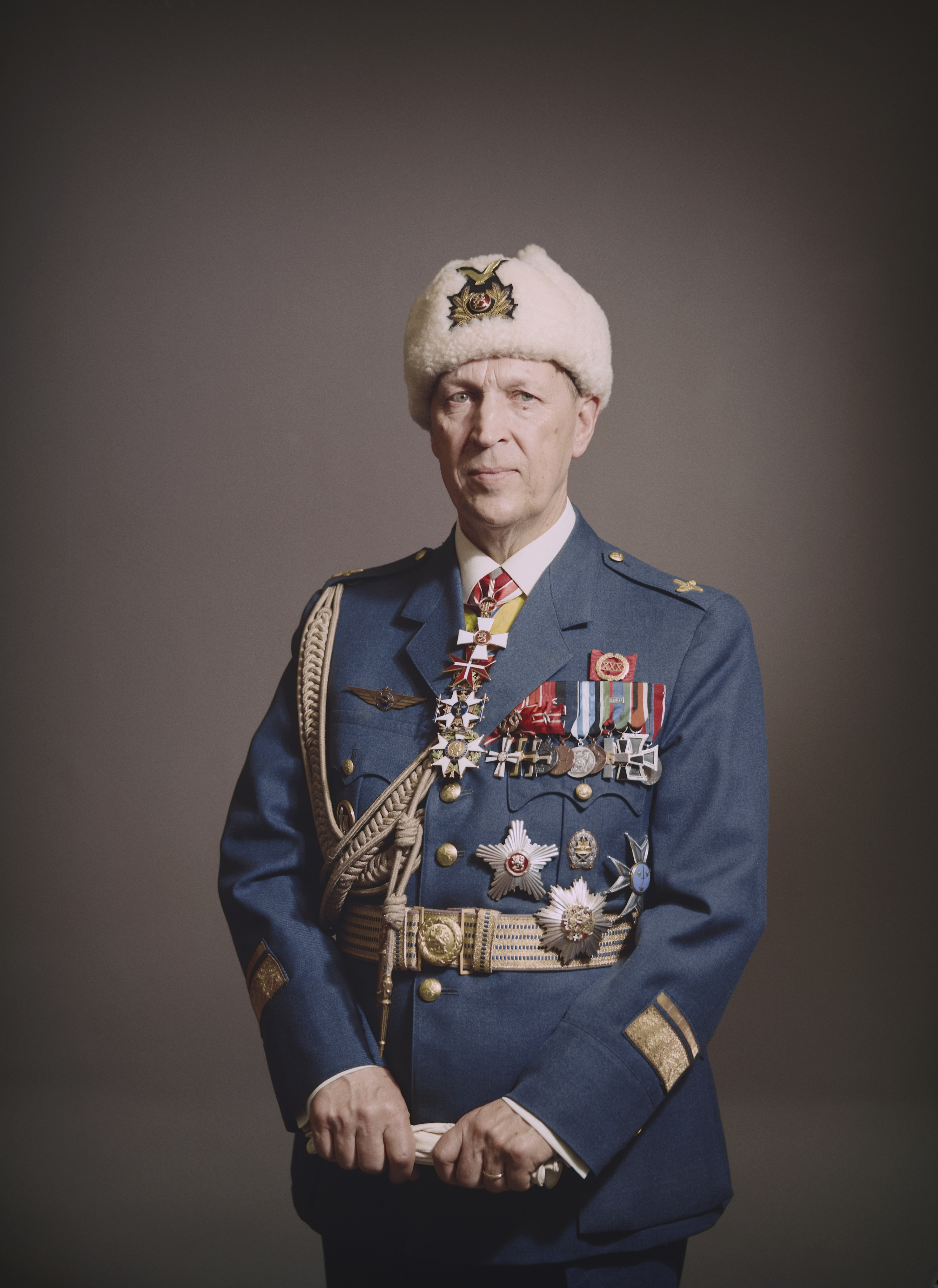
Olavi Seeve, 1969
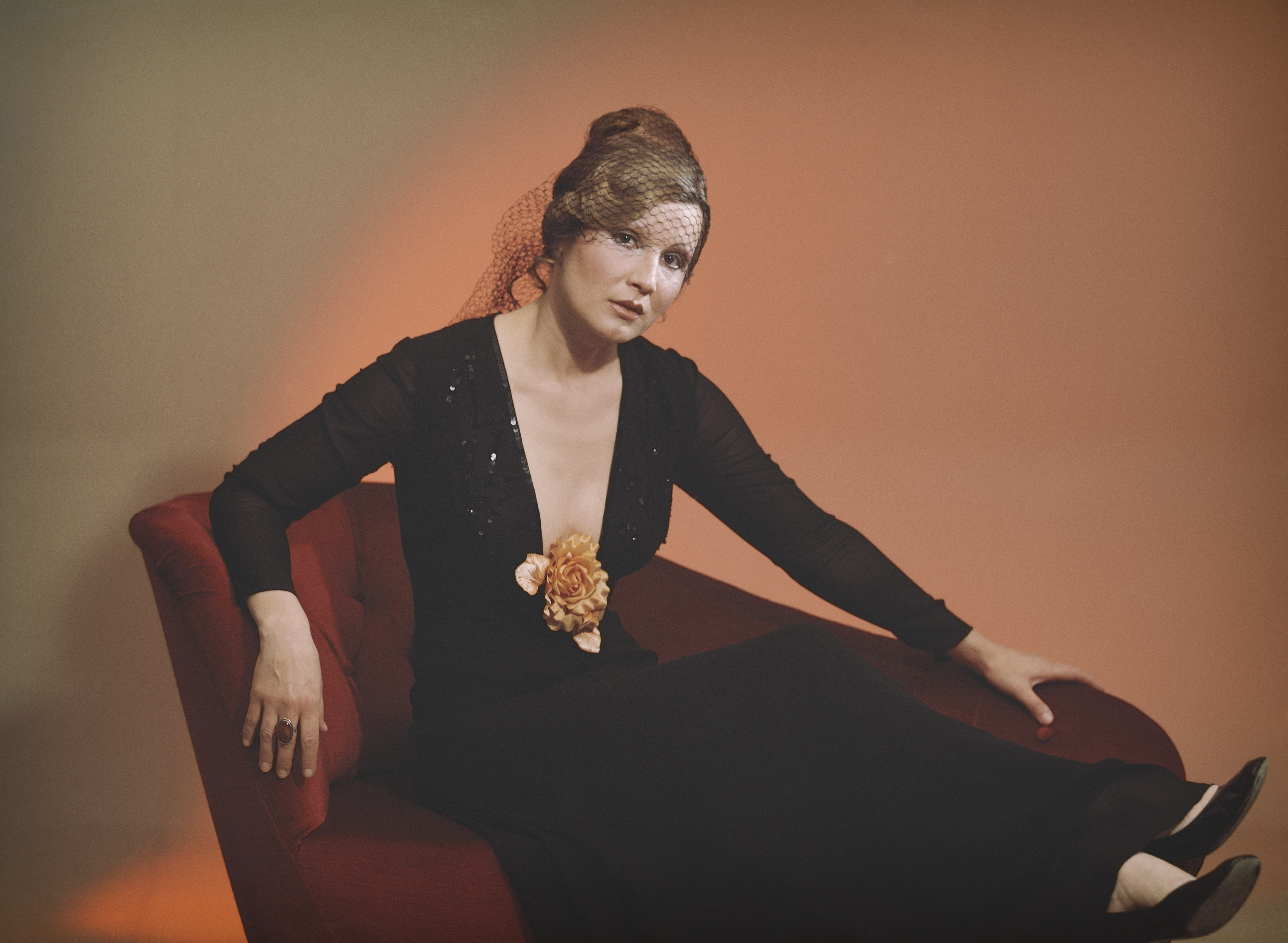
Anu Seppala, 1974
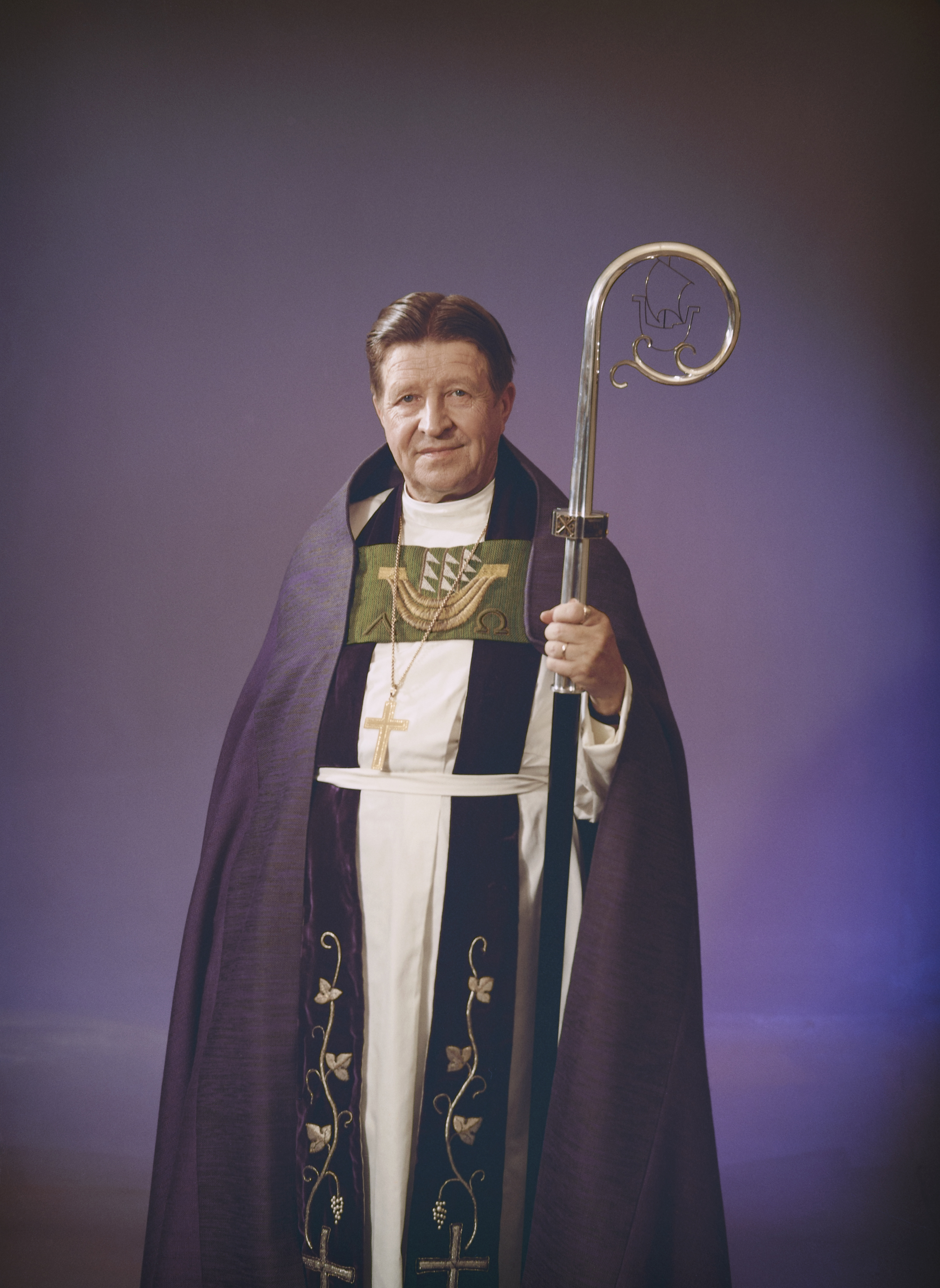
Aimo Nikolainen, 1973
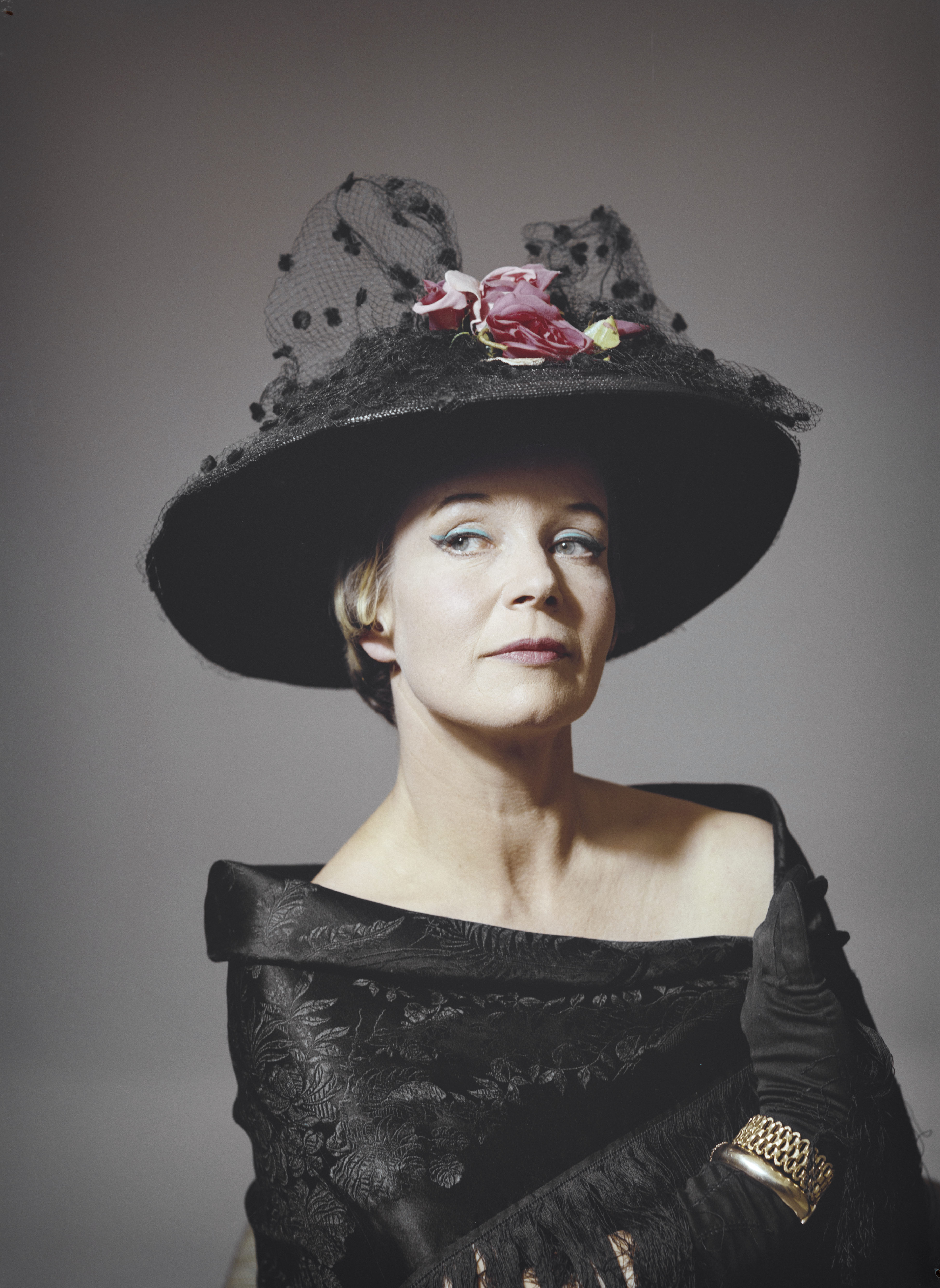
Asta Backman, 1965
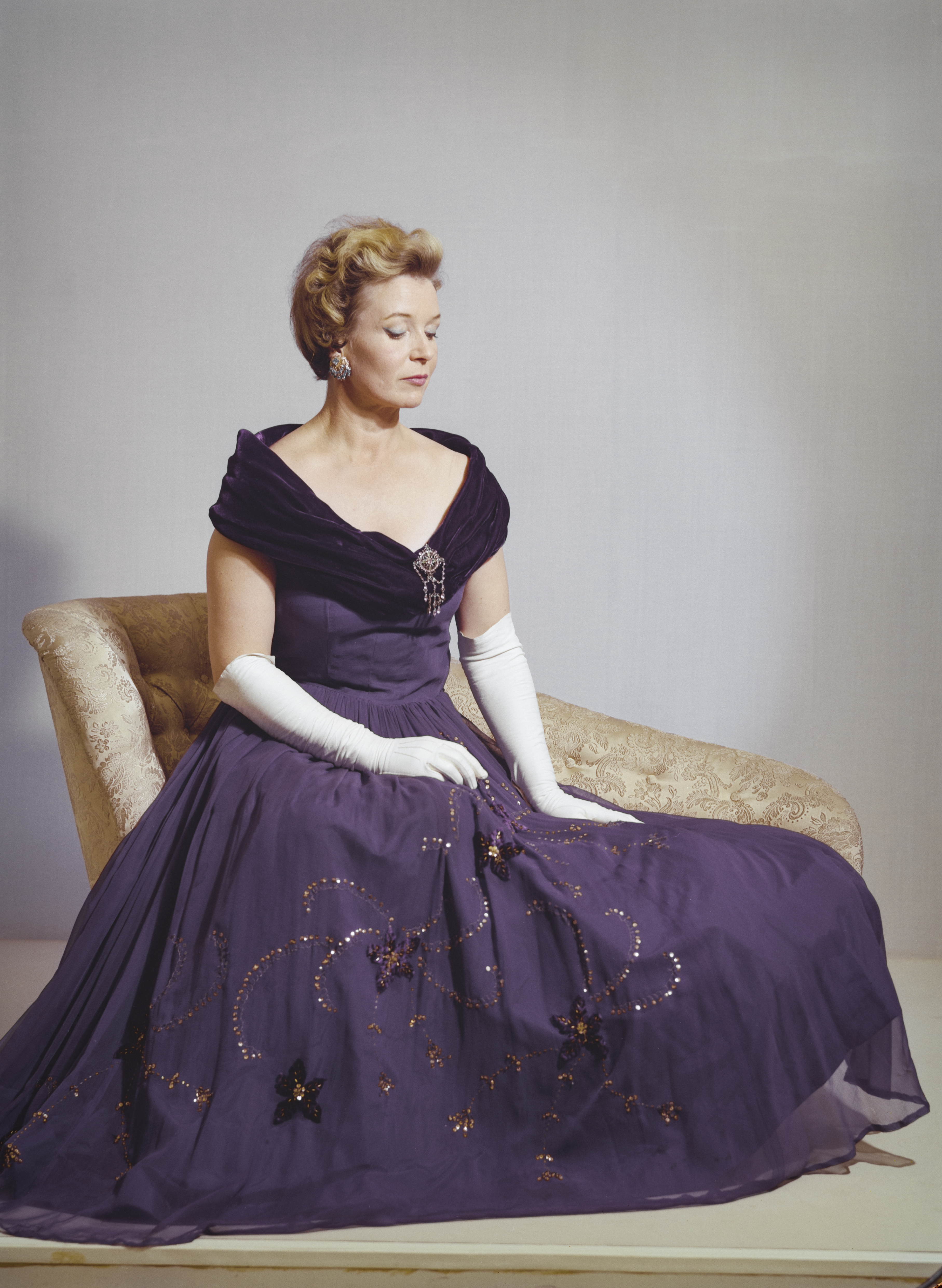
Asta Backman, 1965
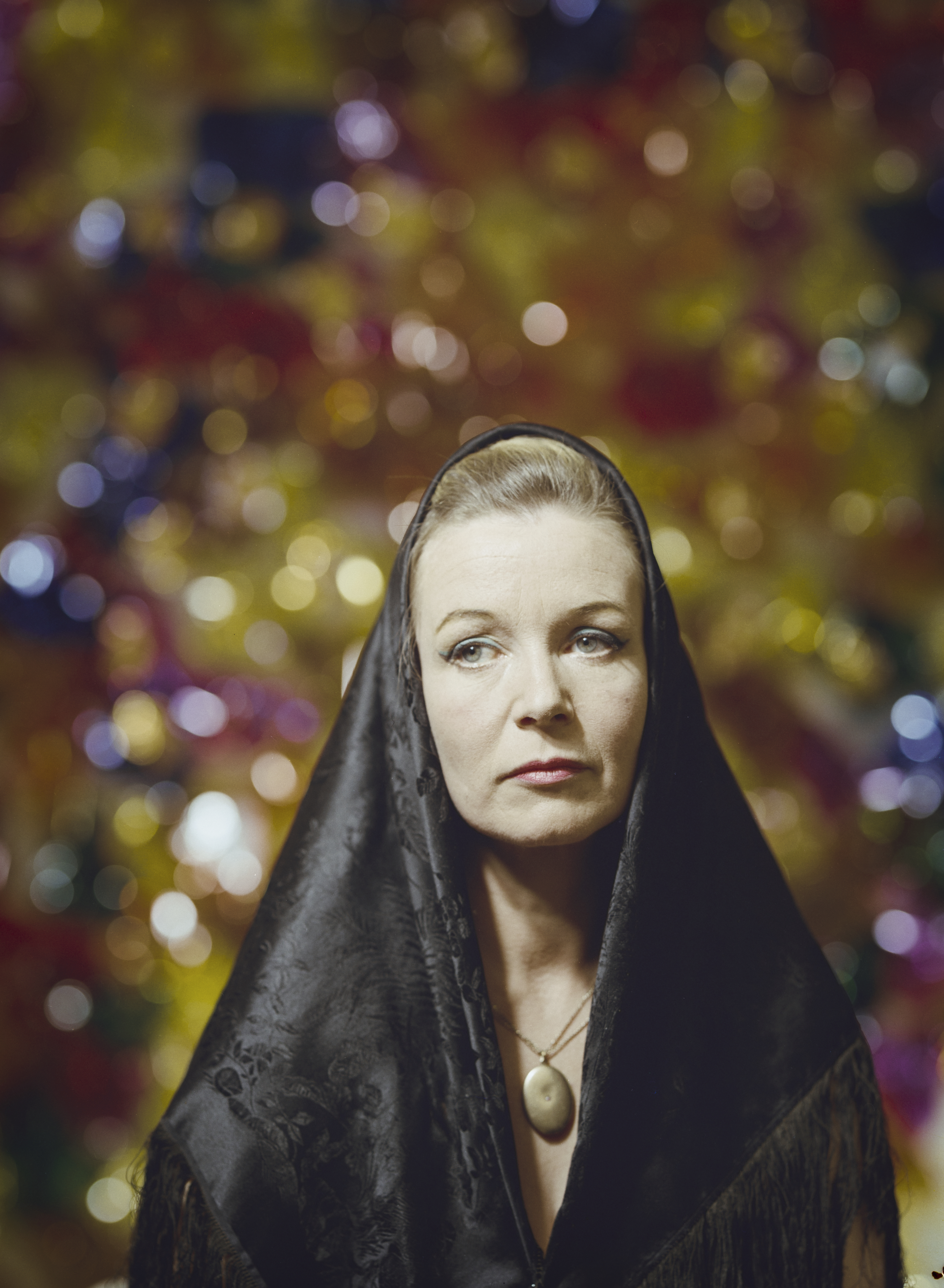
Asta Backman, 1965
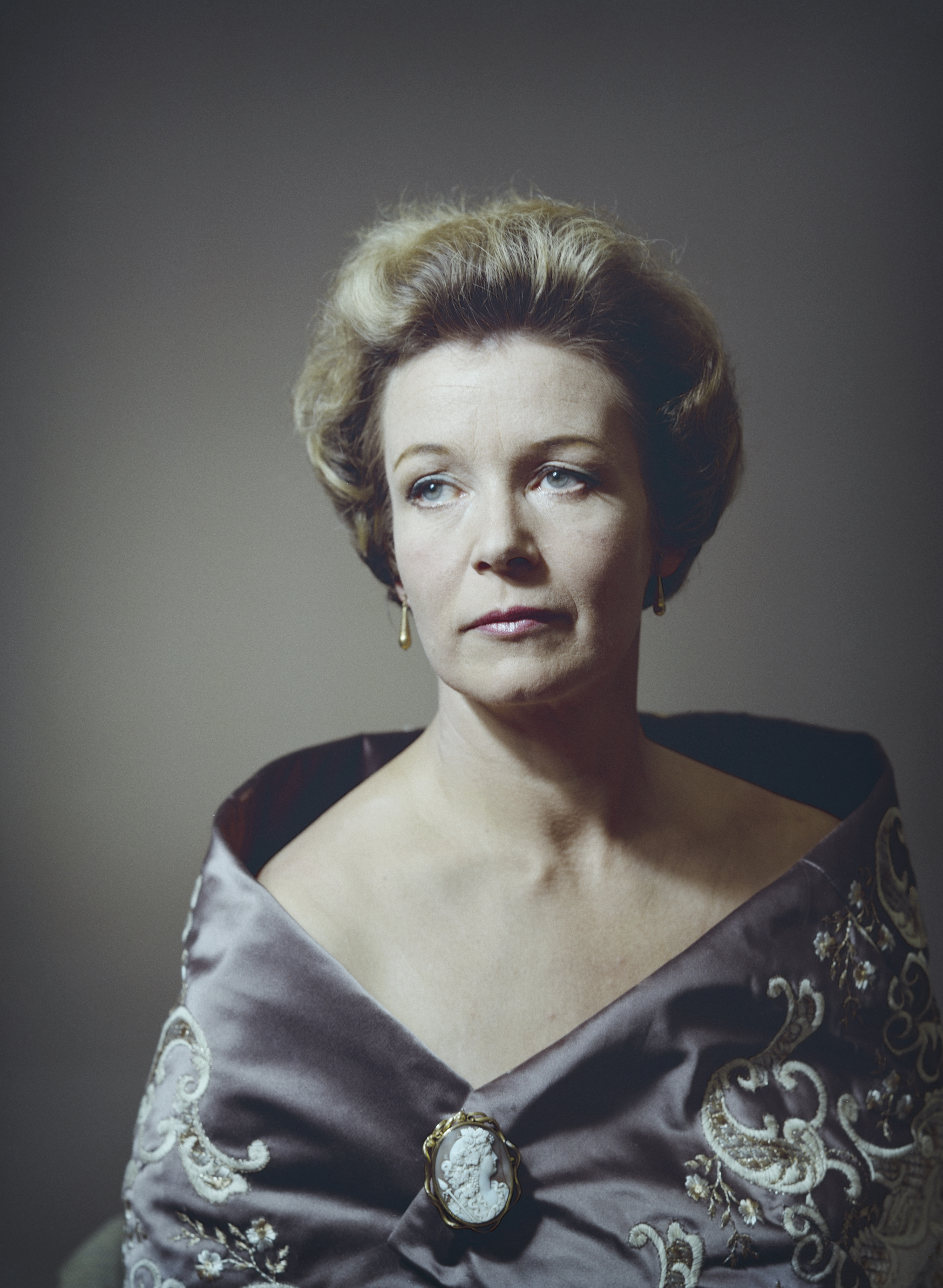
Asta Backman, 1965
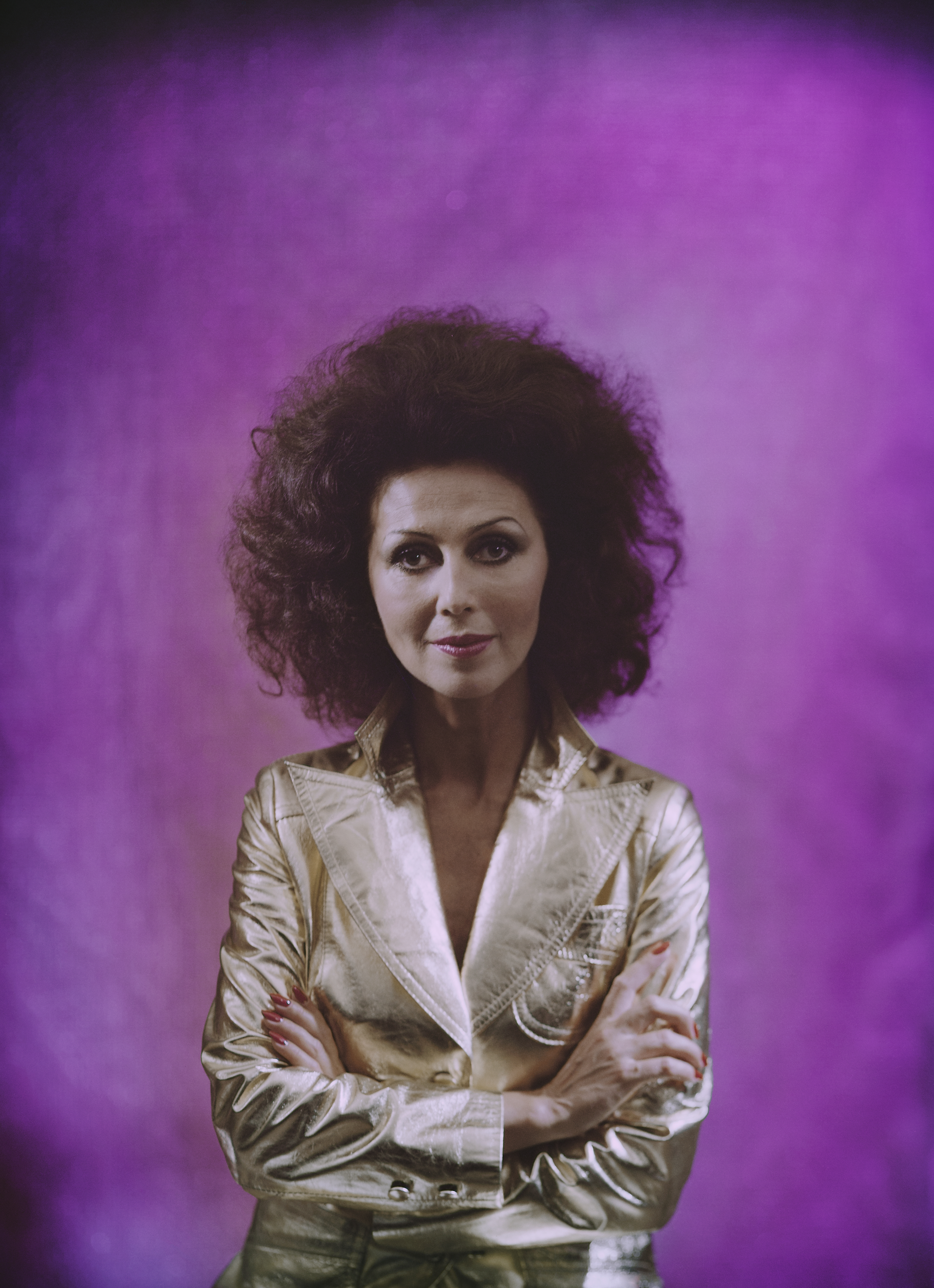
Lenita Airisto, 1976
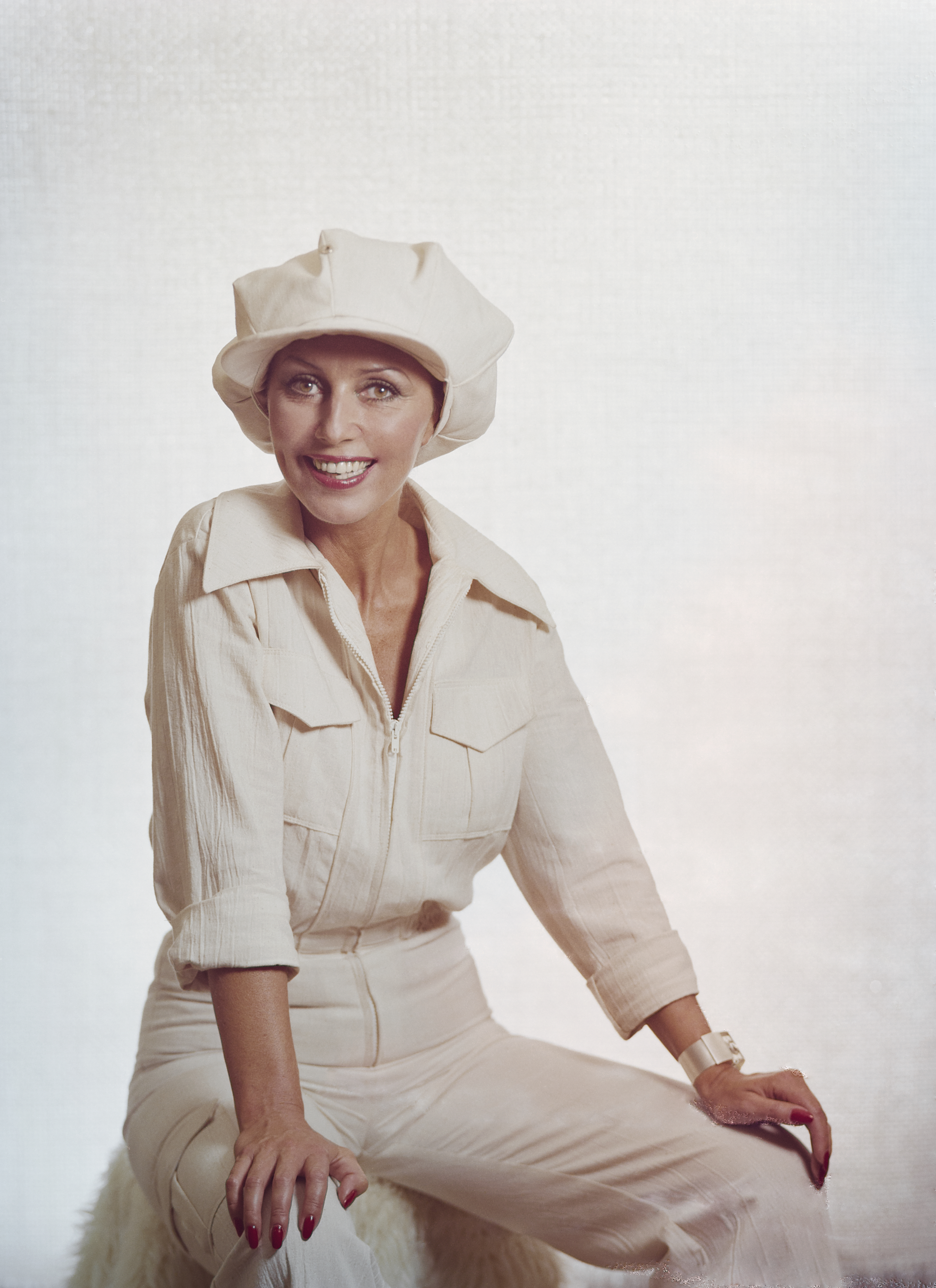
Lenita Airisto, 1976
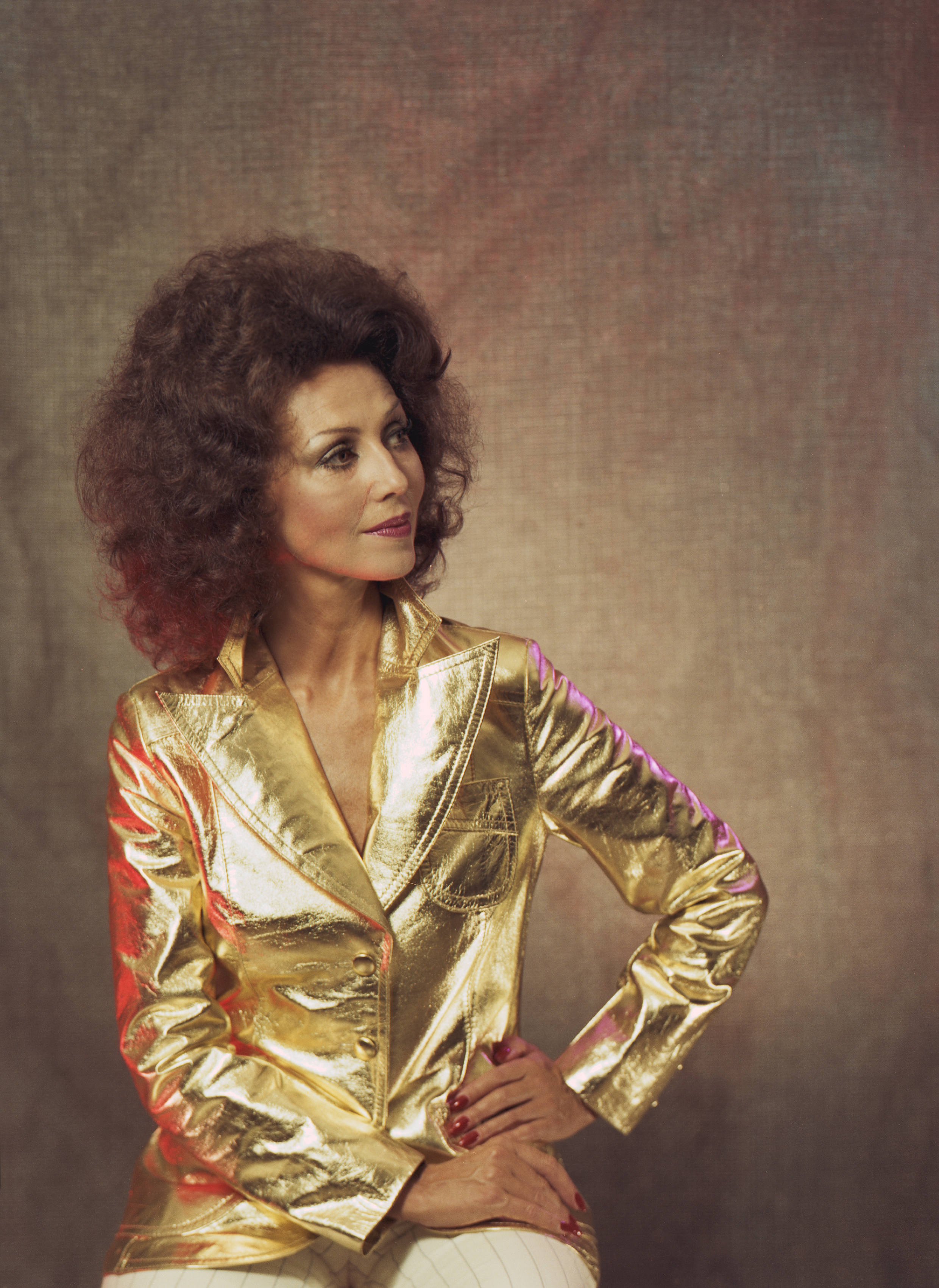
Lenita Airisto, 1976
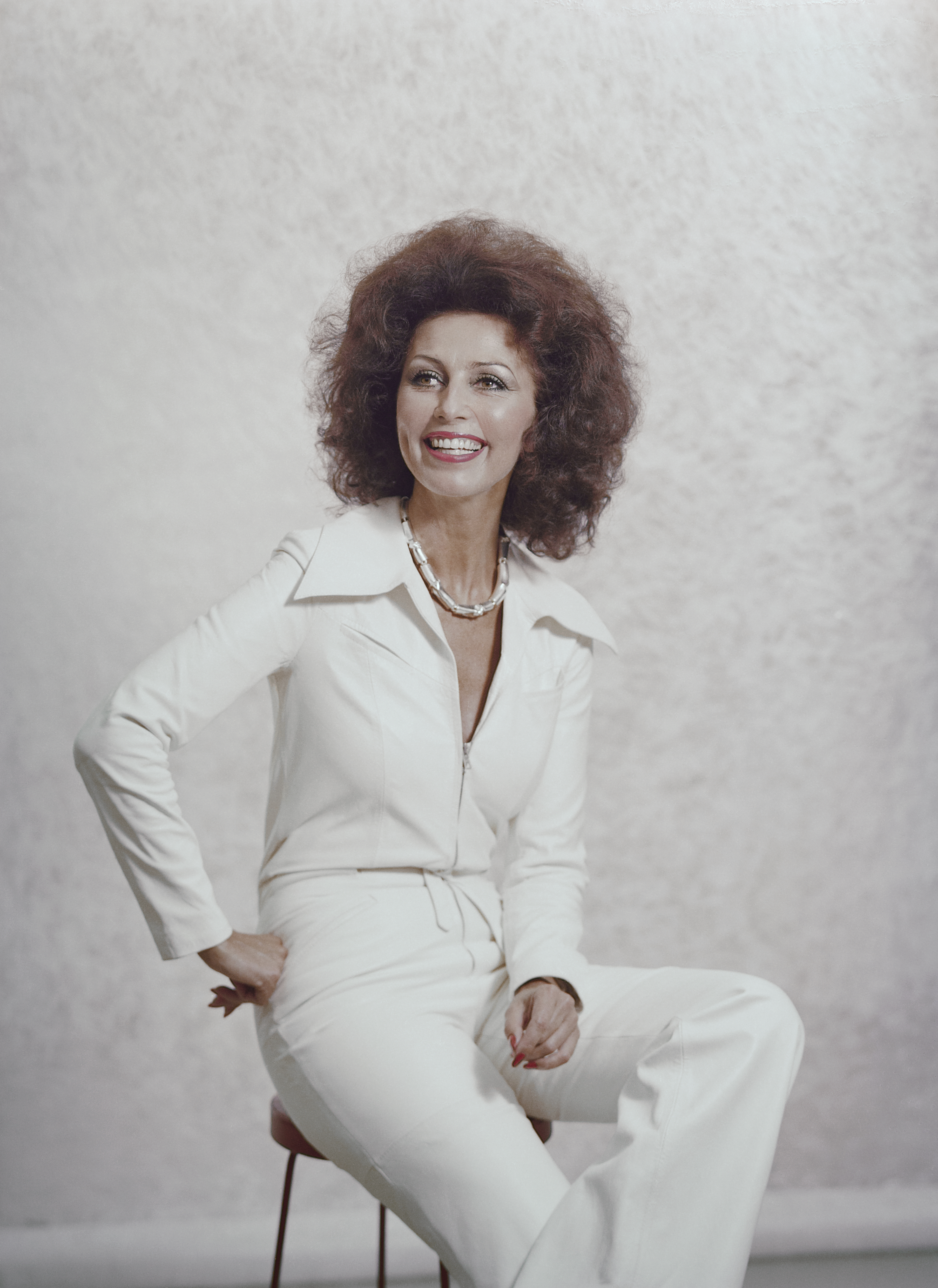
Lenita Airisto, 1976
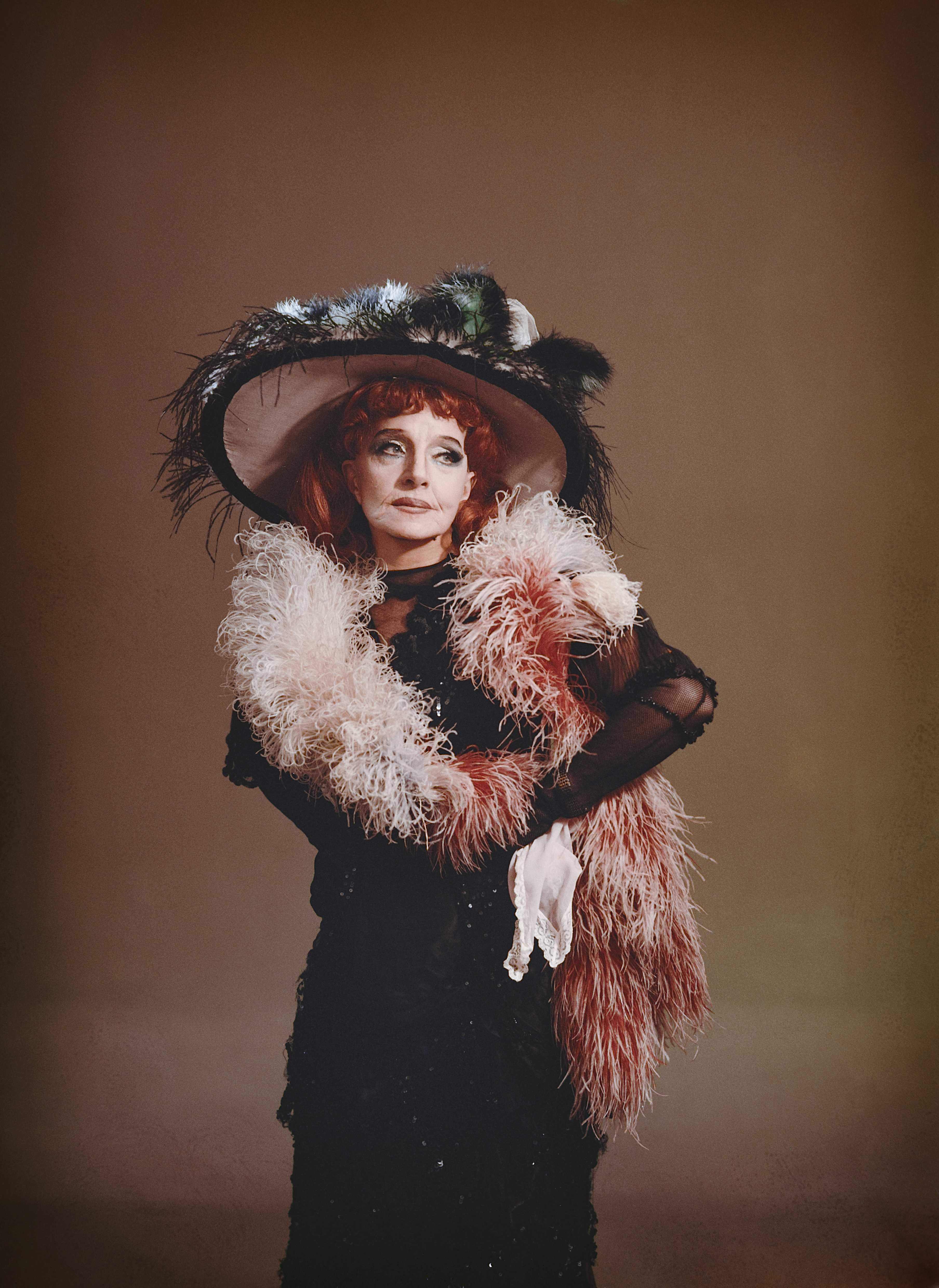
Ella Eronen, 1971
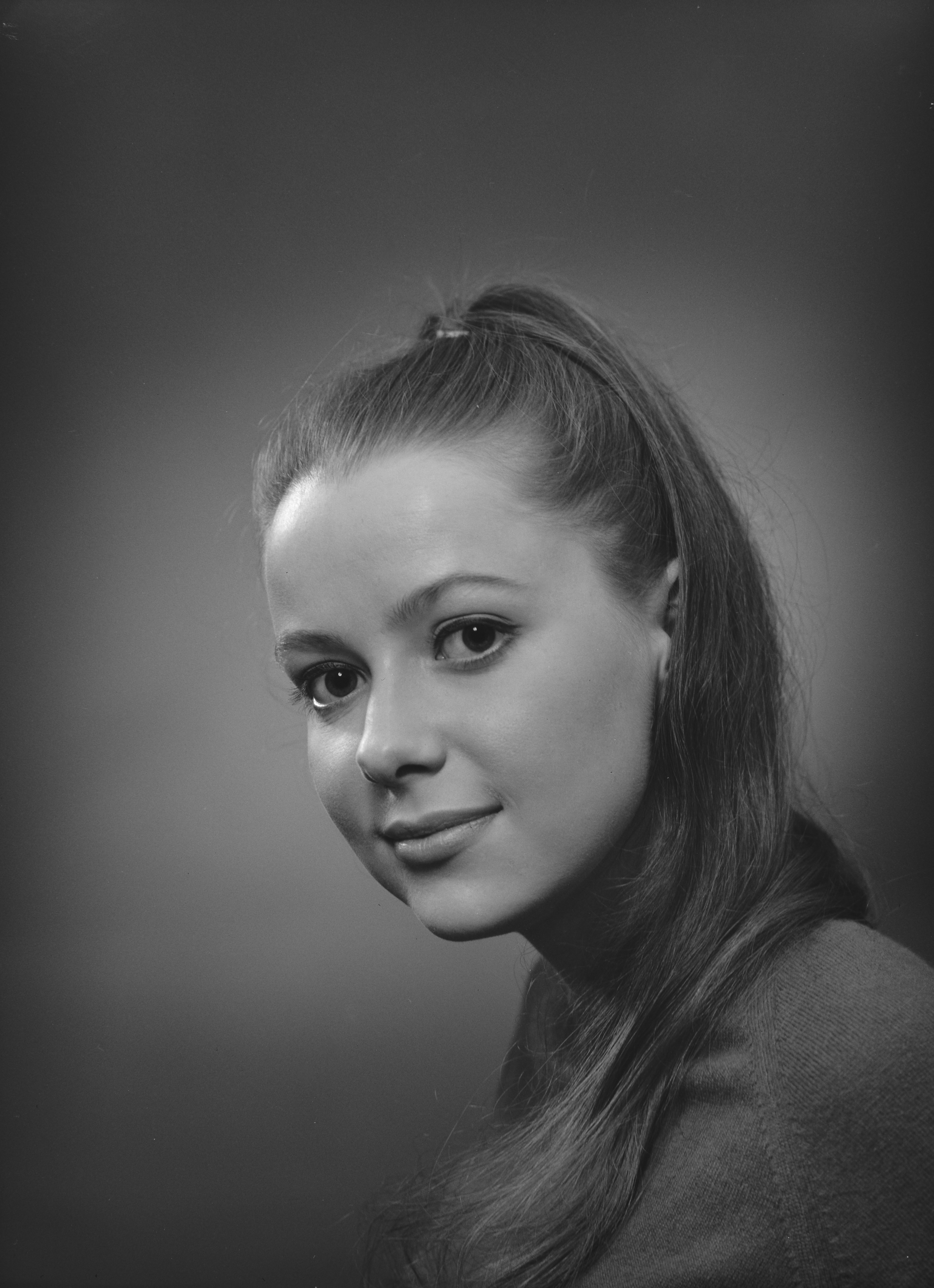
Elli Castrén
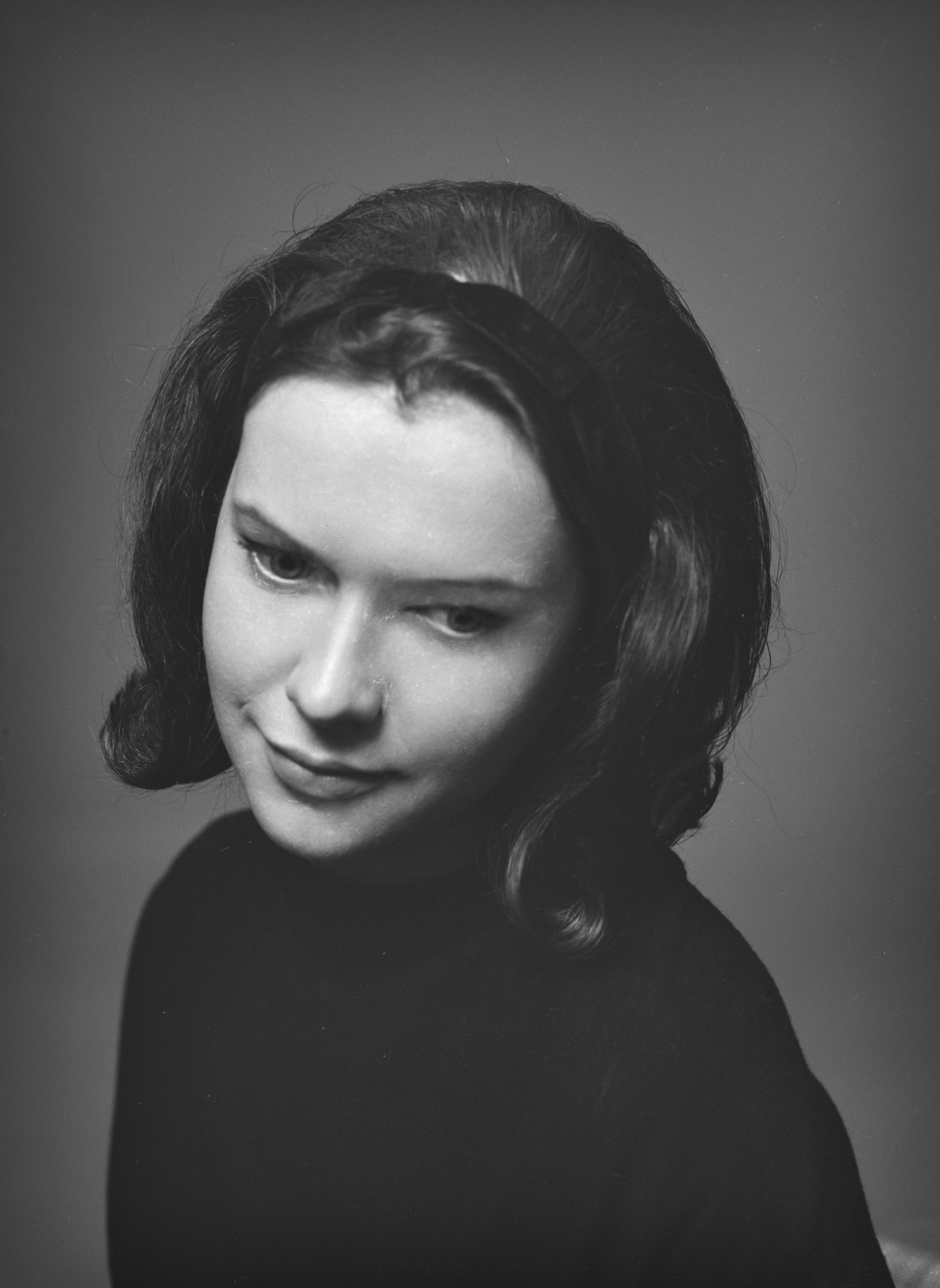
Christina Indrenius-Zalewski, 1963
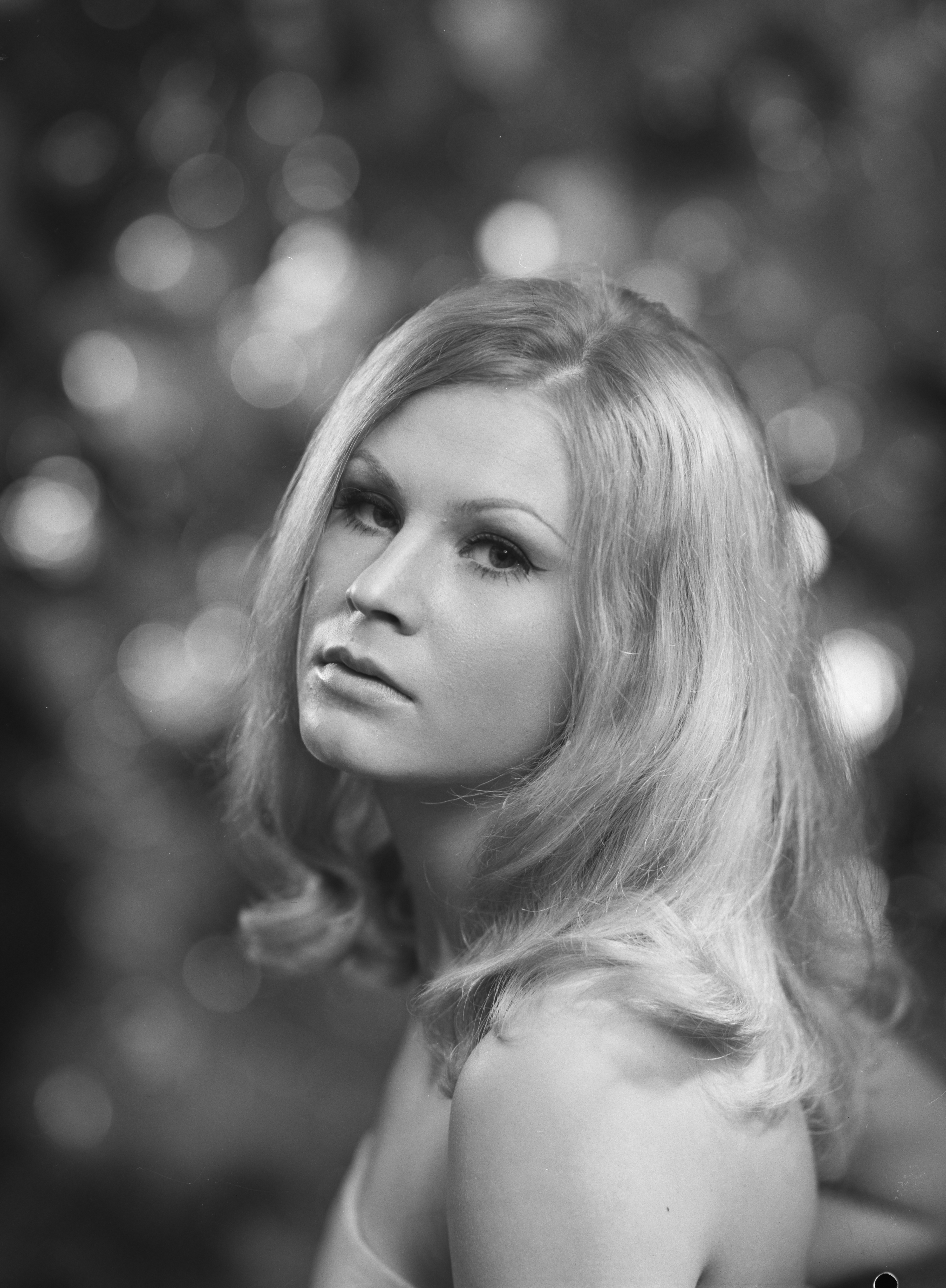
Titta Karakorpi, 1969
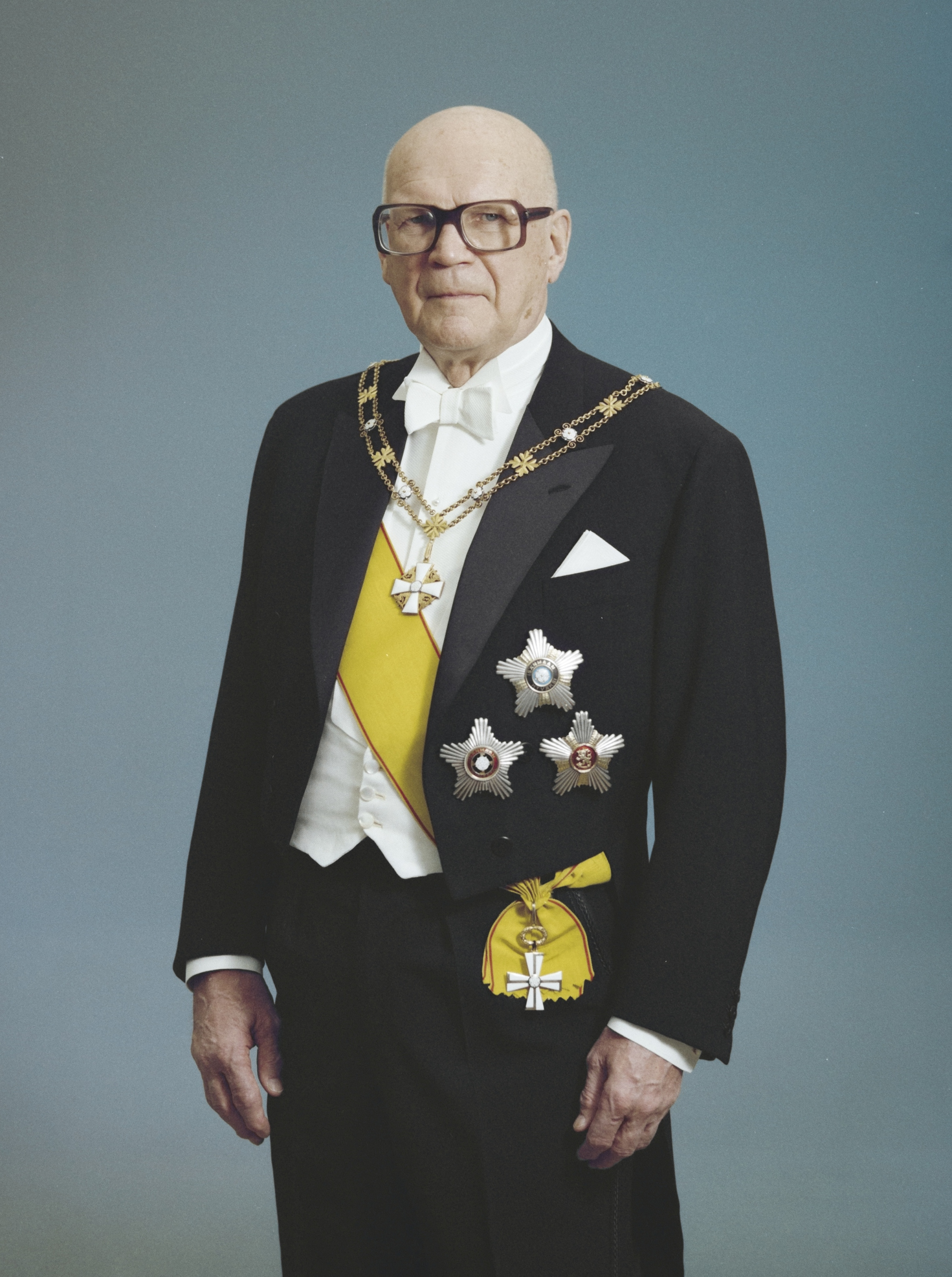
Urho Kekkonen, 1975